# Спада (Перуђа)
Спада је насеље у Италији у округу Перуђа, региону Умбрија.
Према процени из 2011. у насељу је живело 494 становника. Насеље се налази на надморској висини од 433 м.